# Дамјан Јеврић
Дамјан Јеврић (Јамена код Шида, 27. новембар 1836 — Јамена 24. мај 1900) био је протојереј и преводилац.

## Живот
Отац му је био Јован Јеврић, угледни свештеник и изасланик из Јамене на Мајској скупштини у Сремским Карловцима 1848. године.
Основну школу завршио је у Јамени, а немачку школу похађао у Сремској Митровици. Тада је у Митровици, код Венгера, становао заједно са са Ђуром Хорватовићем (1835—1895), касније чувеним генералом српске војске, министром војним и опуномоћеним министром Краљевине Србије на руском двору, са којим ће и после стално бити у вези и дописивати се. Матурирао је у Винковцима 1856. године. Студирао је правне науке у Бечу. На очев захтев напустио је студије у Бечу и уписао се у Карловачку богословију коју је завршио 1862. са одличним успехом - „перви с превосходством“. Потом је 12 година био капелан код оца, а после очеве смрти преузео је његову парохију. У априлу 1862. године рукоположио га је епископ Никанор Грујић. Од 1873. године до смрти био је свештеник у Јамени. Два пута је биран у епархијску скупштину, затим за члана Архидијецезалне конзисторије (1874), за свештеничког посланика за Митровачки и Земунски срез (1879. године) и више пута у скупштину Сремске жупаније. Патријарх Прокопије Ивачковић одликовао га је црвеним појасом (1876), а патријарх Георгије произвео га је за почасног проту. Произведен је за протојереја (1899), два пута је био и посланик у Српском сабору (1874. и 1879) за Митровачко-земунски срез, а на том другом заседању и саборски бележник заједно са Мишом Димитријевићем, Павлом Димићем и Тодором Стефановићем Виловским. Митровчани су га за посланика изабрали и 1881. године али срез није могао заступати због незаконитих избора у Земуну. 
Био је ожењен са Бојаном Николајевић, синовицом крушедолског архимандрита и горњокарловачког епископа Лукијана Николајевића, са којом је добио пет синова Жарка (добио кћерке Олгу, Бојану и сина Дамјана), Милана (добио сина Светислава и кћерку Јелку - удато Милановић), Деана (добио кћерке Емилију, Марију и Веру - удато Ранков), Славка (није имао деце) и Србислава (добио кћерке Олгу Јеврић и Мирјану - удато Јеврић Лазаревић).
Залагао се за очување православља у селима јаменских филијала у некадашњој Бродској регименти (Стошинци, Рајево село, Врбања, Сољани, Дреновци, Рачиновци, Гуња, Ђурићи и Подгајци). За Рајево Село издејствовао је 1898. године самосталну парохију у која су ушла поменута села, осим Стошинаца који су припали јаменској парохији.
У време босанско - херцеговачког устанка (1875-1878) организовао је у Јамени пријем избеглица из Босне, а о сопственом трошку издржавао њих 40 шест месеци, због чега је добио захвалнице и признања од највиших власти.
Говорио је немачки, руски и француски језик и своје преводе текстова са ових језика штампао у разним часописима (Јавор (1885-1886), Стражилово (1893), Бранково коло (1898), и др). Сарађивао је у немачким листовима.
Први је код Срба превео са француског језика „Аталу" (Панчево Наклада књижаре браће Јовановић 1882. године) Франсиса Ренеа де Шатобријана. Преводио је Е. Борграва „Српски цар Стеван Душан и Балканско полуострво", "Мати Ивана Тургењева по мемоарима његове кћерке“ М. Делина, М. Лефевра, "Прича о Скендер - бегу“ П. Пизанија и друге.
Због његових заслуга и историјског значаја једна улица у Јамени носи његово име